# Сім'янцев Валентин Іванович
Валенти́н Сім'я́нцев (Сім'янців, Сімянцев) (Великий Бурлук, 23 квітня [5 травня] 1899 — 15 лютого 1992, Філадельфія) — військовий, скульптор родом із Харківщини, за фахом інженер-гідротехнік. Військове звання — сотник Армії УНР (підвищений у повоєнні роки).

## Життєпис

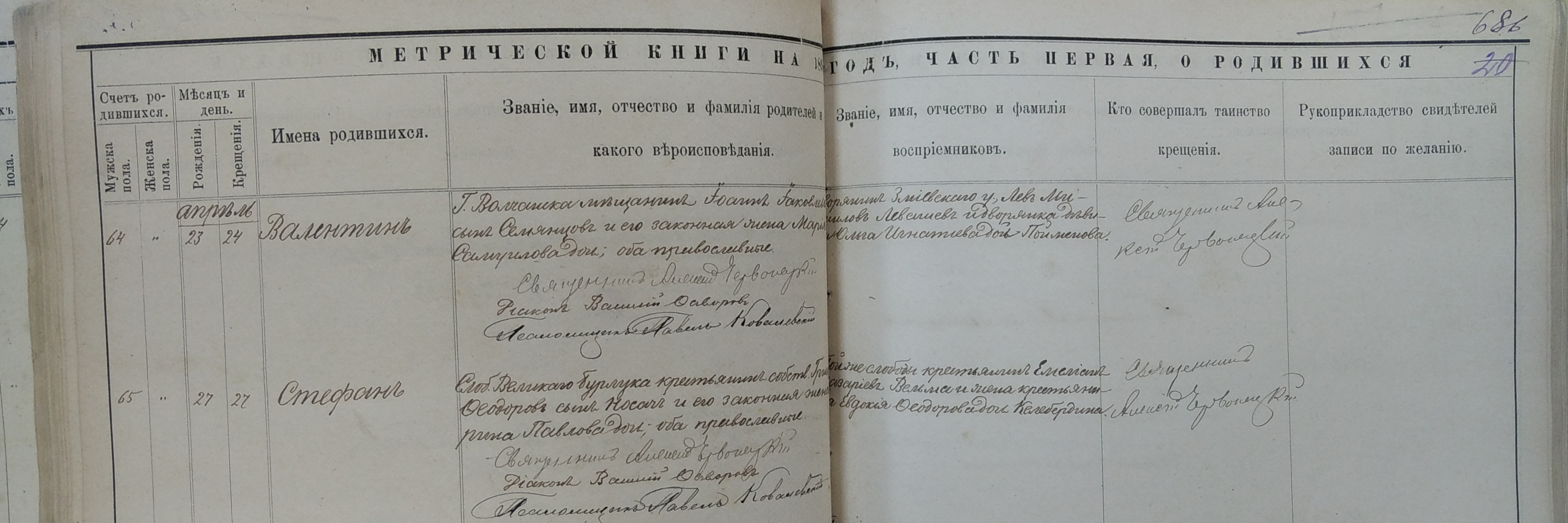
Метрична книга
Преображенської церкви, слободи Великий Бурлук (1899 рік) із записом про народження Валентина Сім'янцева.
Державний архів Харківської області.

Валентин Іванович Сім'янцев народився 23 квітня (5 травня) 1899 року, у слободі Великий Бурлук Вовчанського повіту Харківської губернії (тепер райцентр Харківської області) у сім'ї міщанина з міста Вовчанську Івана Яковича Сім'янцева та його законної дружини Марії Самійлівни (Давиденко) Сім'янцевої.
Закінчив Великобурлуцьку 2-класну школу (1911), Великобурлуцьку вчительську семінарію (1914), Липковатівську сільськогосподарську школу (1918). В українській армії від 1918 року: служив за часів Центральної Ради, Української Держави та Директорії. В період Перших визвольних змагань — спочатку козак 2-ї чоти кінної сотні Богданівського пішого полку, бунчужний 3-ї сотні («Богданівської») полку Чорних запорожців.
Учасник Першого зимового походу. Лицар Залізного хреста Армії УНР.
1920 року інтернований до Польщі. Навчався в Спільній юнацькій школі (1921—1923). 1923 року нелегально перейшов кордон до ЧСР. Закінчив матуральні курси при Українському громадському комітеті (1924) та Українську господарську академію (Подєбради, 20 серпня 1929; дипломний проект захистив з дуже добрим успіхом).
На еміграції в Чехо-Словаччині, Німеччині і США.
Помер 15 лютого 1992 року в місті Філадельфія, США. Похований на Українському православному цвинтарі св. Андрія у Баунд-Бруці (Нью-Джерсі, США).

## Творчий доробок
Серед його творчого доробку — портрети, плакати, композиції. Автор погруддя на могилі генерал-поручика Армії УНР Петра Дяченка.
Автор спогадів:
- «Спогади богданівця» (Нью-Йорк: Червона Калина, 1963),
- «В Зимовому поході» (За Державність: Матеріали до Історії Війська Українського. — Торонто, 1964. — Зб. 10. — С. 108—128; Зб. 11.— 1966.— С. 206—227),
- «Студентські часи. Спогад» (Вашингтон, 1973),
- «Роки козакування, 1917—1923 (спогади)» (Філадельфія, 1976; видано у видавництві Пропала грамота під назвою «Чорні запорожці» у 2021 році)
- «Інженер емігрант у Чехо-Словаччині» (Буенос-Айрес — Філадельфія: в-во Юліяна Середяка, 1978)

та інших праць у журналах «Тризуб», «Вісті комбатанта», «Дороговказ» (видання СБУВ) та ін.

## Вшанування
- 4 серпня 2020 року на фасаді Великобурлуцького краєзнавчого музею було відкрито меморіальну дошку[3].
- У квітні 2021 року видавництво «Пропала грамота» перевидала спогади у книзі під назвою «Чорні запорожці»[4].
- 30 серпня 2022 року у місті Мерефа вулицю Матросова перейменували на вулицю Валентина Сім'янцева.[5].
- 26 грудня 2023 року в смт. Великий Бурлук провулок Пушкіна перейменували на провулок Братів Сім'янцевих (на честь Валентина Сім'янцева та його брата Олекси).[6]

## Галерея

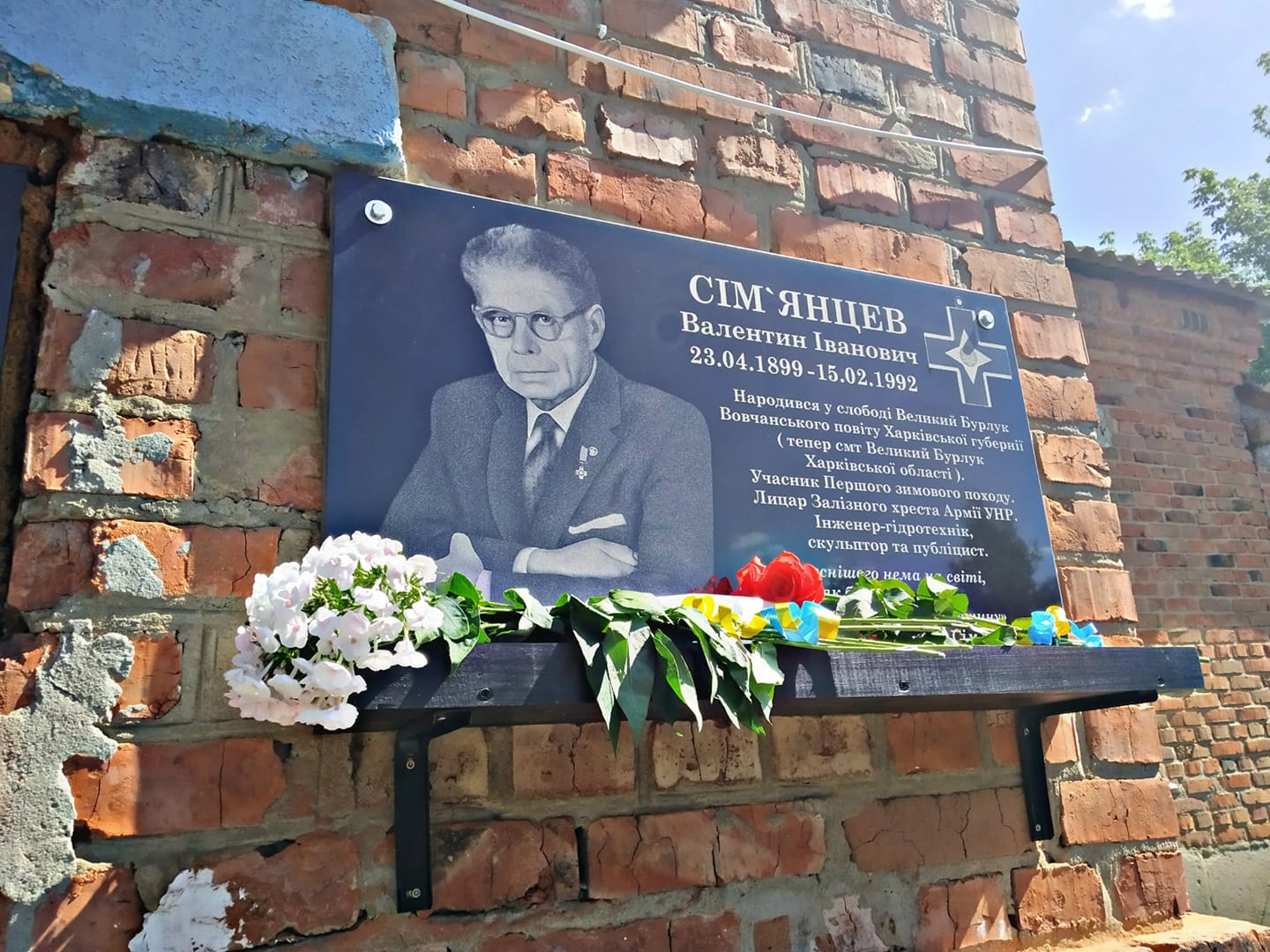
Меморіальна дошка на фасаді краєзнавчого музею